# هانس-پتر فریدریش
هانس-پیتر فریدریش (انگلیسی: Hans-Peter Friedrich؛ زادهٔ ۱۰ مارس ۱۹۵۷) یک سیاست‌مدار اهل آلمان است.